# 杜氏粘体虫
杜氏粘体虫（学名：Myxosoma dujardini）为粘体科粘体虫属的动物。分布于法国、日本、瑞士、俄罗斯以及新疆等，营寄生生活，寄生在圆腹雅罗鱼的鳃。